# Azelota
Azelota is een geslacht van rechtvleugeligen uit de familie veldsprinkhanen (Acrididae). De wetenschappelijke naam van dit geslacht is voor het eerst geldig gepubliceerd in 1893 door Brunner von Wattenwyl.

## Soorten
Het geslacht Azelota omvat de volgende soorten:
- Azelota diversipes Rehn, 1907
- Azelota parvula Sjöstedt, 1920
- Azelota pilipes Walker, 1870